# Edith Rebecca Saunders
Edith Rebecca Saunders (Brighton, Inglaterra, 14 de octubre de 1865 - Cambridge, 6 de junio de 1945) fue una genetista y anatomista de plantas británica. Descrita por el genetista y biólogo británico, como la "madre de la genética de plantas británica", jugó un papel activo en el redescubrimiento de las leyes de herencia de Mendel, la comprensión de la herencia de rasgos en las plantas; fue la primera colaboradora del genetista William Bateson. También desarrolló un extenso trabajo sobre la anatomía de las flores, centrándose particularmente en la ginecia, los órganos reproductores femeninos de las flores.

## Biografía
Saunders nació el 14 de octubre de 1865 en Brighton, Inglaterra. Primero se educó en Handsworth Ladies 'College y en 1884 ingresó en Newnham College, Cambridge. Allí, asistió durante dos años al Natural Sciences Tripos para estudiar ciencias naturales.
Continuó su investigación de posgrado en el Balfour Biological Laboratory for Women (Laboratorio Biológico Balfour para Mujeres), un laboratorio que codirigió con la científica Marion Greenwood entre 1888 y 1890 y luego se hizo cargo ella sola de la dirección otros 24 años; este centro de la Universidad de Cambridge se encargaba de formar a estudiantes femeninas e incluso proporcionó puestos de trabajo universitarios para científicas capacitadas que de otra manera nunca se habrían colocado. Saunders también fue directora de estudios en Girton College (1904–1914) y Newnham College (1918–1925).
Fue nombrada miembro de la Real Sociedad de Horticultura de la que recibió la Medalla Banksian en 1906. En 1905 fue una de las primeras mujeres elegidas miembro de la Sociedad Linneana de Londres. En 1920 fue presidenta de la sección botánica de la Asociación Británica para el Avance de la Ciencia y presidenta de la Sociedad de Genética, entre 1936 y 1938.
Durante la Segunda Guerra Mundial ella sirvió como voluntaria ayudando a las fuerzas aliadas. Murió poco después de regresar a Gran Bretaña, en 1945, después de sufrir heridas en un accidente de bicicleta.

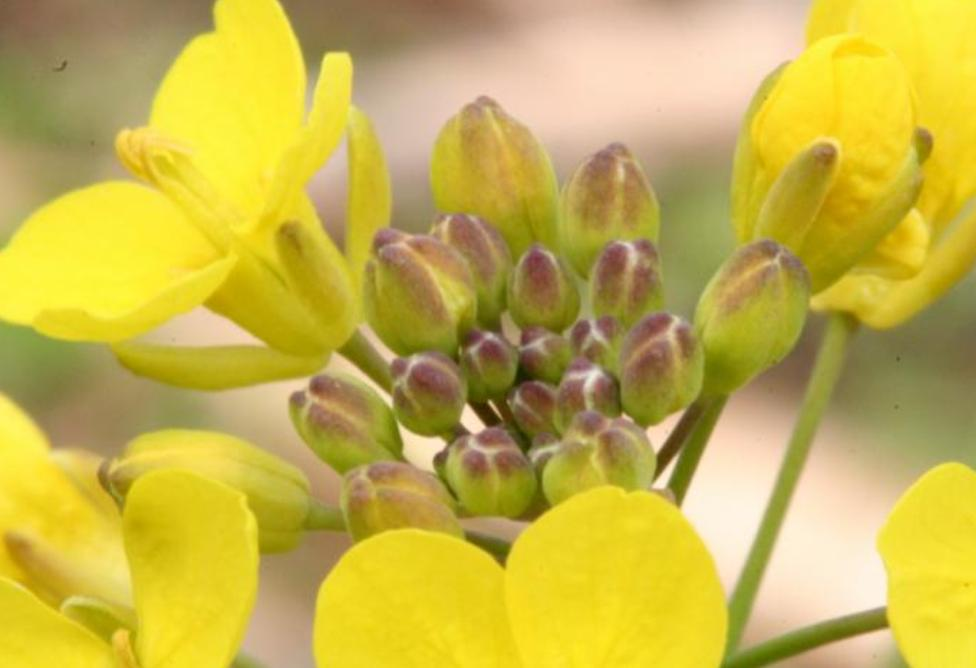
Biscutella laevigata

## Trayectoria profesional
Las primeras investigaciones de Saunders se centraron en la genética campo en el que algunos de sus experimentos genéticos le llevaron a que ella y William Bateson a definir términos importantes como "alelomorfos" (hoy en día denominados alelos), heterocigoto y homocigoto. Además, junto con Bateson y Reginald Punnett, descubrió lo que hoy se conoce como genes ligados, cuando factores hereditarios están unidos unos a otros y se heredan conjuntamente, la base de importantes descubrimientos sobre el mapeado genético y sus combinaciones.
También realizó un extenso trabajo en anatomía de las plantas, particularmente en relación con el gineceo, después de haber publicado varios artículos sobre el tema entre los que cabe destacar su serie de artículos sobre Ilustraciones del polimorfismo de Carpel publicados en la revista New Phytologist entre 1928 y 1931. Entre otros, trató la herencia de rasgos dominantes y recesivos en la planta Biscutella laevigata y la herencia en la planta del jardín, Matthiola incana, una especie que estudió intensamente.